# العلاقات الدومينيكية الكورية الشمالية
العلاقات الدومينيكية الكورية الشمالية هي العلاقات الثنائية التي تجمع بين دومينيكا وكوريا الشمالية.

## مقارنة بين البلدين
هذه مقارنة عامة ومرجعية للدولتين:
| وجه المقارنة                                              | دومينيكا              | كوريا الشمالية                        |
| --------------------------------------------------------- | --------------------- | ------------------------------------- |
| المساحة (كم2)                                             | 751                   | 120.54 ألف                            |
| عدد السكان (نسمة)                                         | 73.92 ألف             | 25.49 مليون                           |
| الكثافة السكانية (ن./كم²)                                 | 9.84 ألف              | 211.47                                |
| العاصمة                                                   | روسو                  | بيونغيانغ                             |
| اللغة الرسمية                                             | لغة إنجليزية          | لغة كوريا الشمالية القياسية ‏          |
| العملة                                                    | دولار شرق الكاريبي    | وون كوري شمالي                        |
| الناتج المحلي الإجمالي (بليون دولار)                      | 562.54 مليون          |                                       |
| الناتج المحلي الإجمالي (تعادل القوة الشرائية) بليون دولار | 789.63 مليون          |                                       |
| الناتج المحلي الإجمالي الاسمي للفرد دولار أمريكي          | 7.12 ألف              |                                       |
| الناتج المحلي الإجمالي للفرد دولار أمريكي                 | 10.88 ألف             |                                       |
| مؤشر التنمية البشرية                                      | 0.724                 |                                       |
| رمز المكالمات الدولي                                      | +1767                 | +850                                  |
| رمز الإنترنت                                              | .dm                   | .kp                                   |
| المنطقة الزمنية                                           | 00، توقيت أطلنطي موحد | ت ع م+08:30، ت ع م+08:30، ت ع م+09:00 |

## منظمات دولية مشتركة
يشترك البلدان في عضوية مجموعة من المنظمات الدولية، منها:
| علم المنظمة | اسم المنظمة              | تاريخ انضمام دومينيكا | تاريخ انضمام كوريا الشمالية |
| ----------- | ------------------------ | --------------------- | --------------------------- |
|             | يونسكو                   | 9 يناير 1979          | 18 أكتوبر 1974              |
|             | الاتحاد البريدي العالمي  | ?                     | ?                           |
|             | الأمم المتحدة            | 18 ديسمبر 1978        | 17 سبتمبر 1991              |
|             | الاتحاد الدولي للاتصالات | 28 أكتوبر 1996        | ?                           |

## وصلات خارجية
- موقع وزارة الخارجية الكورية الشمالية